# Jovan Živković
Jovan Živković (serbisch-kyrillisch Јован Живковић; * 23. Mai 2006) ist ein österreichisch-serbischer Fußballspieler.

## Karriere

### Verein
Živković begann seine Karriere beim FK Austria Wien. Zur Saison 2014/15 wechselte er zum FC Admira Wacker Mödling. Zur Saison 2019/20 wechselte er in die Jugend des SK Rapid Wien, bei dem er dann ab der Saison 2020/21 auch sämtliche Altersstufen in der Akademie durchlief.
Im Februar 2023 debütierte er für die zweite Mannschaft von Rapid in der 2. Liga, als er am 17. Spieltag der Saison 2022/23 gegen den Floridsdorfer AC in der 53. Minute für Aaron Sky Schwarz eingewechselt wurde. Bis Saisonende kam er zu fünf Einsätzen in der 2. Liga, aus der er mit Rapid II allerdings abstieg. Zur Saison 2023/24 wurde Živković in den Profikader der Hütteldorfer befördert. Sein Debüt für die erste Mannschaft gab er im Februar 2024 im ÖFB-Cup gegen den SKN St. Pölten, im selben Monat debütierte er dann gegen den Wolfsberger AC auch in der Bundesliga. Insgesamt absolvierte er sieben Bundesligapartien für Rapid.
Zur Saison 2025/26 wechselte er nach Ungarn zum Győri ETO FC.

### Nationalmannschaft
Živković spielte im Frühjahr 2022 sechsmal für die serbische U-16-Auswahl. Dann wechselte er aber den Verband und kam fortan für Österreich zum Einsatz, im Juni 2022 spielte er zweimal im U-16-Team. Im September 2022 debütierte er gegen Dänemark für die U-17-Auswahl.